# Звуковое давление
Звуково́е давле́ние — переменное избыточное давление, возникающее в упругой среде при прохождении через неё звуковой волны.
Единица измерения в Международной системе единиц (СИ) — паскаль (Па).
Мгновенное значение звукового давления в точке среды изменяется как со временем, так и при переходе к другим точкам среды, поэтому практический интерес представляет среднеквадратичное значение данной величины, связанное с интенсивностью звука:
{\displaystyle I={\langle p^{2}\rangle _{t} \over Z_{S}},}
где
{\displaystyle I} — интенсивность звука, Вт/м²;
{\displaystyle p} — звуковое давление, Па;
{\displaystyle Z_{S}} — удельное акустическое сопротивление среды;
{\displaystyle \langle \rangle _{t}} — усреднение по времени.
При рассмотрении периодических колебаний иногда используют амплитуду звукового давления; так, для синусоидальной волны
{\displaystyle p=p_{0}\sin(\omega t+\varphi ),\qquad \langle p^{2}\rangle _{t}={\pi p_{o}^{2} \over \omega },}
{\displaystyle I={\pi p_{0}^{2} \over \omega Z_{S}},}
где {\displaystyle p_{0}} — амплитуда звукового давления.
Уровень звукового давления (англ. SPL, sound pressure level) — измеренное в логарифмических единицах значение звукового давления, отнесённое к опорному (исходному) давлению {\displaystyle p_{\mathrm {SPL} }} = 20 мкПа, соответствующему порогу слышимости синусоидальной звуковой волны частотой 1 кГц:
{\displaystyle L_{p}=20~\mathrm {lg} ~{p \over 20~\mu \Pi \mathrm {a} }} дБ.
При необходимости указать исходное давление его значение помещают в скобках после обозначения уровня, например: LP (исх. 20 мкПа) = 20 дБ, или LP (re 20 µPa) = 20 dB (re — сокращение от англ. reference); также возможна краткая форма записи — LP/20 мкПа = 20 дБ. Допускается указывать значение исходного давления после значения уровня, в скобках после обязательного пробела, например: 20 дБ (исх. 20 мкПа); причём на практике используется и краткая форма записи, например: 20 дБ (20 мкПа).

## Примеры звукового давления
Приведены уровни звукового давления в дБ (исх. 20 мкПа):
- 0 — ничего не слышно — порог слышимости для синусоидальной волны с частотой 1 кГц;
- 5 — почти ничего не слышно — безмолвие в горах;
- 10 — почти не слышно — шёпот, тиканье часов, тихий шелест листьев, звук падающей иголки;
- 15 — едва слышно — шелест листьев;
- 20 — едва слышно — уровень фона на открытой местности;
- 25 — тихо — сельская местность вдали от дорог, мурлыканье кота на расстоянии 0,5 м;
- 30 — тихо — настенные часы, максимально разрешённый шум для источников постоянного шума, расположенных в жилых помещениях, ночью с 21:00 до 7:00;
- 35 — хорошо слышно — приглушённый разговор, тихая библиотека, шум в лифте;
- 40 — хорошо слышно — тихий разговор, учреждение (офис), шум кондиционера, шум телевизора в соседней комнате;
- 50 — отчётливо слышно — разговор средней громкости, тихая улица, стиральная машина;
- 60 — умеренно шумно — громкий разговор, норма для контор;
- 65 —  шумно — громкий разговор на расстоянии 1 м;
- 70 — весьма шумно — громкие разговоры на расстоянии 1 м, шум пишущей машинки, шумная улица, пылесос на расстоянии 3 м;
- 75 — шумно — крик, смех с расстояния 1 м, шум в старом железнодорожном вагоне;
- 80 — очень шумно — громкий будильник на расстоянии 1 м, крик, мотоцикл с глушителем, шум работающего двигателя грузового автомобиля, длительный звук вызывает ухудшение слуха;
- 85 — очень шумно — громкий крик, мотоцикл с глушителем;
- 90 — очень шумно — громкие крики, пневматический отбойный молоток, тяжёлый дизельный грузовик на расстоянии 7 м, грузовой вагон на расстоянии 7 м, звук почти невозможно не замечать;
- 95 — очень шумно — вагон метро на расстоянии 7 м, громкая игра на фортепиано на расстоянии 1 м;
- 100 — крайне шумно — громкий автомобильный сигнал на расстоянии 5—7 м, кузнечный цех, очень шумный завод;
- 110 — крайне шумно — шум работающего трактора на расстоянии 1 м, громкая музыка, вертолёт;
- 115 — крайне шумно — пескоструйный аппарат на расстоянии 1 м, мощный автомобильный сабвуфер, пневмосигнал для велосипеда;
- 120 — почти невыносимо — болевой порог, гром, отбойный молоток, вувузела на расстоянии 1 м, шум на стадионе, кислородная горелка;
- 130 — боль — сирена, шум клёпки котлов, рекорд по самому громкому крику, мотоцикл (без глушителя);
- 140 — травма внутреннего уха — взлёт реактивного самолёта на расстоянии 25 м, максимальная громкость на рок-концерте;
- 150 — контузия, травмы — взлёт лунной ракеты на расстоянии 100 м[3], реактивный двигатель на расстоянии 30 м, соревнования по автомобильным звуковым системам, ухудшается зрение;
- 160 — шок, травмы, возможен разрыв барабанной перепонки — выстрел из ружья близко от уха, соревнования по автомобильным звуковым системам, ударная волна от сверхзвукового самолёта или от взрыва давлением 0,002 МПа;
- 165—185 — светошумовая граната[4];
- 194 — воздушная ударная волна давлением 0,1 МПа, равным атмосферному давлению, возможен разрыв лёгких;
- 200 — воздушная ударная волна давлением 0,2 МПа, возможна быстрая смерть;
- 250 — максимальное давление воздушной ударной волны при взрыве тринитротолуола — 60 МПа[5];
- 282 — максимальное давление воздушной ударной волны при ядерном взрыве — 2500 МПа[6];
- 300 — среднее давление детонации обычных взрывчатых веществ — 20 000 МПа;
- 374 — максимальное давление продуктов реакции в момент ядерного взрыва — 100 000 000 МПа;
- 2367 — планковское давление — 4,63309·10113 Па.

Давление свыше 140 дБ (исх. 20 мкПа) может вызвать разрыв барабанной перепонки, баротравмы и даже смерть.